# Mole poblano

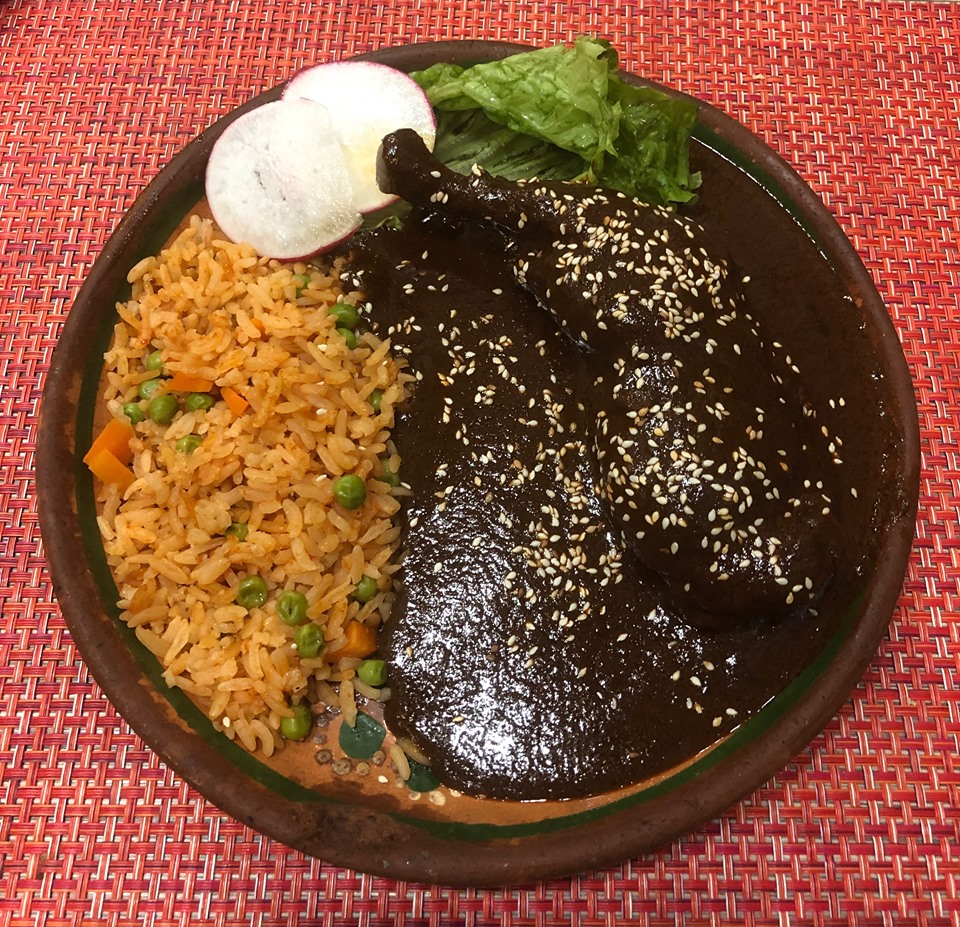
Riso con mole poblano.

Il mole poblano è una specialità gastronomica della città di Puebla (Messico).
Originariamente, consisteva principalmente in una salsa di una grande varietà di ingredienti, versata su pezzi di guajolote, nome messicano per il tacchino. Attualmente, il suo uso è comune con pollo o altre carni, in quanto è uno dei piatti più rappresentativi di Puebla. 
Questa pietanza può essere utilizzata per realizzare piatti anche molto veloci, come le enchiladas di mole poblano riempite con pollo sminuzzato, che possono essere preparate facilmente con il mole già pronto da servire e il pollo delle rosticcerie.

## Storia
La storia del mole risale all'epoca preispanica. Si dice che gli aztechi preparassero per i grandi signori un piatto complesso chiamato "mulli", che significa minestra o miscuglio. 
I primi moles erano privi di cioccolato, motivo per cui non possono essere considerati delle salse di cioccolato. La loro struttura è molto più elaborata e richiede una preparazione minuziosa.
Nelle prime versioni di questo piatto, venivano utilizzati carne di tacchino, cioccolato e peperoncino, utilizzato come condimento in quasi tutti i piatti messicani.
Ci sono diverse versioni sull'origine del mole come è conosciuto attualmente.
Una delle versioni colloca il mole poblano nel convento di Santa Rosa, nella città di Puebla, capitale dello stato di Puebla (Messico), in cui una monaca macinò diversi peperoncini con altri condimenti in un metate (mortaio di pietra).
Un'altra versione racconta che il mole poblano (la cui ricetta originale utilizzava circa un centinaio di ingredienti), fu creato a Puebla de los Ángeles nel XVII secolo da Andrea de la Asunción, monaca domenicana del convento di Santa Rosa, come cibo celebrativo. Quando il viceré Tomás Antonio della Serna e Aragona, conte di Paredes e terzo marchese della Laguna, si trovò di passaggio per la città, chiese un piatto che potesse deliziare il suo palato. La monaca preparò così il piatto con una grandissima accuratezza, che finì per ammaliare il viceré. Il viceré e tutti i suoi commensali arrivarno con facilità all'estasi con quello stufato delizioso.
Mai la bocca di Sua Eccellenza aveva provato qualcosa di così singolare e magnifico. Il bruciore che gli infiammava la lingua lo spingeva con avidità a prendere sempre più tortilla calde, spugnose, morbidi e che rilasciavano vapore. Quel giorno, e il giorno dopo, e tutti i giorni che rimase a Puebla de los Ángeles, chiese che gli inviassero dal Convento di Santa Rosa quel delizioso mole di tacchino che gli provocava grandi emozioni nel cuore.
Con il passare degli anni, questo piatto ha subito cambiamenti, adattandosi così ai nuovi ingredienti dei nuovi usi culinari e alle regioni in cui si prepara. Oggi esistono più di 50 varietà di mole in tutto il paese, oltre al mole poblano. Ciò che identifica tutte le versioni è la macinazione di peperoncini e di spezie come base della preparazione, ad esempio: mole blanco, mole de queso, mole amarillo, manchamanteles o mole oaxaqueño, mole almendrado, mole de olla, mole prieto, mole negro, pipián verde e rojo.
Un'altra leggenda racconta che Juan di Palafox, viceré della Nuova Spagna e arcivescovo di Puebla, visitò la sua diocesi, ed un convento del luogo gli offrì un banchetto, per il quale i cuochi della comunità religiosa si impegnarono duramente. Il cuoco principale era frate Pascual. In quel giorno era particolarmente nervoso e cominciò a rimproverare i suoi aiutanti, a causa del disordine che imperava nella cucina. Lo stesso frate Pascual cominciò ad ammassare in un vassoio tutti gli ingredienti da conservare nella credenza e la sua fretta fu tale che inciampò esattamente di fronte ad una pentola in cui stavano cucinando due tacchini succulenti. Lì si riversarono tutti i peperoncini, mandorle, pezzi di cioccolato e molte altre spezie, rovinando così il cibo destinato al viceré. L'angoscia del frate Pascual fu tale che cominciò a pregare con tutta la fede che aveva, proprio quando lo avvisarono che i commensali stavano per sedersi a tavola. Poco dopo, lui stesso non poté credere quando sentì tutti gli invitati elogiare il piatto incidentato.
Tuttavia, è certo che il mole non è frutto della casualità, ma è il risultato di un lento processo culinario iniziato nell'epoca preispanica e perfezionato nella Colonia, quando la cucina messicana si arricchì con elementi asiatici ed europei.
Il Messico è un paese in cui esistono diverse culture e, di conseguenza, una grande varietà di piatti culinari, come nel caso del mole.
In Messico esistono diversi mole oltre quello poblano; si calcola che ce ne siano più di 50 tipi nella cucina messicana, come per esempio:
- Mole blanco
- Mole de queso
- Mole amarillo
- Mole mancha manteles
- Mole almendrado
- Pipían verde
- Menudo
- Mole de olla
- Pipián rojo
- Mole prieto
- Mole negro

Questo cibo, emblematico dello stato e del paese,  ha la sua festa: il Festival del Mole Poblano.
Il mese di giugno è la data scelta per il banchetto culturale, che si realizza dal 1991, con la collaborazione della Cámara Nacional de la Industria de Restaurantes y Alimentos Condimentados.
Durante tutte le domeniche del mese e con la partecipazione di prestigiosi chef in compagnia dei cuochi tradizionali di Puebla, la città si riempie di numerosi moles, i cui prezzi vanno da 40 a 200 pesos al piatto. Il festival comprende esposizioni, eventi artistici, botteghe gastronomiche e il concorso del Miglior Mole, evento molto voluto dai cittadini, che si celebra nei quartieri della capitale e nei municipii. La sede principale è il Centro Cultural Santa Rosa, luogo bellissimo dove si racconta che nella sua cucina, tappezzata di piastrelle di Talavera, fu creato questo miracolo culinario .

## Ingredienti
Il mole poblano si prepara con diversi ingredienti: cioccolato fondente, peperoncino, chipotle, pomodori, mandorle, banane, noci, uva passa, sesamo, chiodi di garofano, cannella, prezzemolo, pepe, cipolla, aglio e tortilla Si serve con pollo e in Messico è abitudine accompagnarlo col riso. 
Le proporzioni corrette non esistono propriamente, e si possono omettere alcuni ingredienti o variarne la quantità. È indispensabile che, un giorno prima di preparare il mole, si tostino e si tolgano i semi ai peperoncini, per metterli poi a bagno in acqua e sale durante la notte.